# System of a Down/Diskografie
Diese Diskografie ist eine Übersicht über die musikalischen Werke der US-amerikanischen Metalband System of a Down. Den Schallplattenauszeichnungen zufolge hat sie bisher mehr als 39,5 Millionen Tonträger verkauft, davon alleine in ihrer Heimat über 30,5 Millionen. Ihre erfolgreichste Veröffentlichung ist das zweite Studioalbum Toxicity mit über 7,7 Millionen verkauften Einheiten.

## Alben

### Studioalben
| Jahr | Titel Musiklabel                             | Höchstplatzierung, Gesamtwochen, AuszeichnungChartplatzierungen (Jahr, Titel, Musiklabel, Platzierungen, Wochen, Auszeichnungen, Anmerkungen) | Höchstplatzierung, Gesamtwochen, AuszeichnungChartplatzierungen (Jahr, Titel, Musiklabel, Platzierungen, Wochen, Auszeichnungen, Anmerkungen) | Höchstplatzierung, Gesamtwochen, AuszeichnungChartplatzierungen (Jahr, Titel, Musiklabel, Platzierungen, Wochen, Auszeichnungen, Anmerkungen) | Höchstplatzierung, Gesamtwochen, AuszeichnungChartplatzierungen (Jahr, Titel, Musiklabel, Platzierungen, Wochen, Auszeichnungen, Anmerkungen) | Höchstplatzierung, Gesamtwochen, AuszeichnungChartplatzierungen (Jahr, Titel, Musiklabel, Platzierungen, Wochen, Auszeichnungen, Anmerkungen) | Anmerkungen                                                   |
| Jahr | Titel Musiklabel                             | DE | AT | CH | UK | US | Anmerkungen                                                   |
| ---- | -------------------------------------------- | --- | --- | --- | --- | --- | ------------------------------------------------------------- |
| 1998 | System of a Down American Recordings (Sony)  | — | — | — | UK— Gold + Gold (Digital)UK | US113 ×2Doppelplatin · (34 Wo.)US | Erstveröffentlichung: 30. Juni 1998 Verkäufe: + 2.282.500     |
| 2001 | Toxicity American Recordings (Sony)          | DE23 Gold · (… Wo.)DE | AT16 Gold · (45 Wo.)AT | CH31 Gold · (41 Wo.)CH | UK13 ×2Doppelplatin · (47 Wo.)UK | US1 ×6Sechsfachplatin · (121 Wo.)US | Erstveröffentlichung: 27. August 2001 Verkäufe: + 7.773.500   |
| 2002 | Steal This Album! American Recordings (Sony) | DE14 Gold · (12 Wo.)DE | AT24 (12 Wo.)AT | CH25 (14 Wo.)CH | UK56 Gold · (4 Wo.)UK | US15 Platin · (22 Wo.)US | Erstveröffentlichung: 26. Oktober 2002 Verkäufe: + 1.190.886  |
| 2005 | Mezmerize American Recordings (Sony BMG)     | DE1 ×3Dreifachgold · (22 Wo.)DE | AT1 Gold · (31 Wo.)AT | CH1 Gold · (20 Wo.)CH | UK2 Platin · (15 Wo.)UK | US1 ×2Doppelplatin · (44 Wo.)US | Erstveröffentlichung: 16. Mai 2005 Verkäufe: + 3.313.068      |
| 2005 | Hypnotize American Recordings (Sony BMG)     | DE4 Platin · (23 Wo.)DE | AT3 Gold · (22 Wo.)AT | CH4 Gold · (14 Wo.)CH | UK11 Gold · (8 Wo.)UK | US1 Platin · (28 Wo.)US | Erstveröffentlichung: 18. November 2005 Verkäufe: + 1.511.990 |

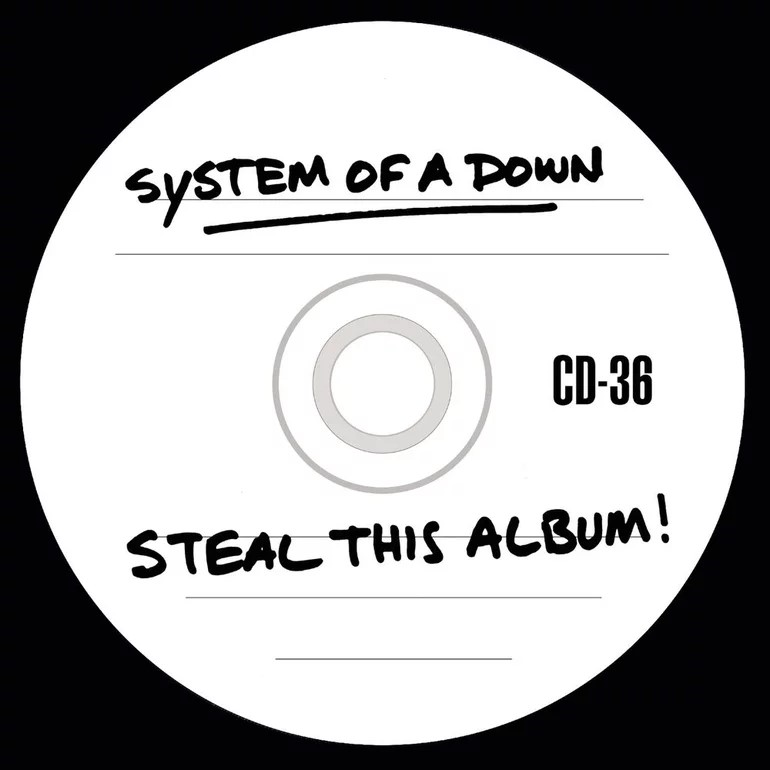
Frontcover zu Steal This Album!

## Singles
| Jahr | Titel Album                              | Höchstplatzierung, Gesamtwochen, AuszeichnungChartplatzierungen (Jahr, Titel, Album, Platzierungen, Wochen, Auszeichnungen, Anmerkungen) | Höchstplatzierung, Gesamtwochen, AuszeichnungChartplatzierungen (Jahr, Titel, Album, Platzierungen, Wochen, Auszeichnungen, Anmerkungen) | Höchstplatzierung, Gesamtwochen, AuszeichnungChartplatzierungen (Jahr, Titel, Album, Platzierungen, Wochen, Auszeichnungen, Anmerkungen) | Höchstplatzierung, Gesamtwochen, AuszeichnungChartplatzierungen (Jahr, Titel, Album, Platzierungen, Wochen, Auszeichnungen, Anmerkungen) | Höchstplatzierung, Gesamtwochen, AuszeichnungChartplatzierungen (Jahr, Titel, Album, Platzierungen, Wochen, Auszeichnungen, Anmerkungen) | Anmerkungen                                                  |
| Jahr | Titel Album                              | DE | AT | CH | UK | US | Anmerkungen                                                  |
| ---- | ---------------------------------------- | --- | --- | --- | --- | --- | ------------------------------------------------------------ |
| 1998 | Sugar System of a Down                   | — | — | — | UK— SilberUK | US— PlatinUS | Erstveröffentlichung: 24. Mai 1998 Verkäufe: + 1.200.000     |
| 2001 | Chop Suey! Toxicity                      | DE— PlatinDE | — | — | UK17 ×2Doppelplatin · (6 Wo.)UK | US76 ×5Fünffachplatin + Gold (Mastertone) · (20 Wo.)US                                                                                   | Erstveröffentlichung: 8. Oktober 2001 Verkäufe: + 7.695.000  |
| 2002 | Toxicity                                 | DE88 Gold · (9 Wo.)DE | — | CH90 (4 Wo.)CH | UK25 Platin · (3 Wo.)UK | US70 ×3Dreifachplatin · (13 Wo.)US | Erstveröffentlichung: 21. Januar 2002 Verkäufe: + 4.095.000  |
| 2002 | Aerials Toxicity                         | DE80 (6 Wo.)DE | — | — | UK34 Gold · (2 Wo.)UK | US55 ×2Doppelplatin · (20 Wo.)US | Erstveröffentlichung: 10. Juni 2002 Verkäufe: + 2.510.000    |
| 2005 | B.Y.O.B. Mezmerize                       | DE— GoldDE | — | — | UK— GoldUK | US27 ×3Dreifachplatin + Platin (Mastertone) · (20 Wo.)US                                                                                 | Erstveröffentlichung: 29. März 2005 Verkäufe: + 4.635.000    |
| 2005 | Question! Mezmerize                      | — | — | — | UK41 (2 Wo.)UK | US— GoldUS | Erstveröffentlichung: 29. August 2005 Verkäufe: + 500.000    |
| 2005 | Hypnotize                                | DE83 (9 Wo.)DE | — | — | UK48 (2 Wo.)UK | US57 Platin · (1 Wo.)US | Erstveröffentlichung: 11. Oktober 2005 Verkäufe: + 1.000.000 |
| 2006 | Lonely Day Hypnotize                     | DE46 (9 Wo.)DE | AT62 (5 Wo.)AT | CH72 (10 Wo.)CH | UK— SilberUK | US— PlatinUS | Erstveröffentlichung: März 2006 Verkäufe: + 1.285.000        |
| 2006 | Vicinity of Obscenity Hypnotize          | — | — | — | — | — | Erstveröffentlichung: 29. Mai 2006                           |
| 2020 | Protect the Land / Genocidal Humanoidz – | — | — | — | — | — | Erstveröffentlichung: 6. November 2020                       |

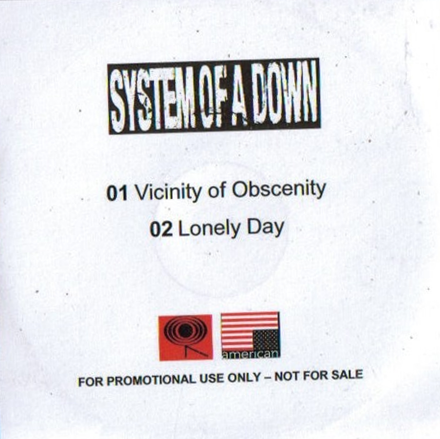
Frontcover zu Vicinity of Obscenity (Promoausgabe).

## Musikvideos
| Jahr | Titel               | Regie                             |
| ---- | ------------------- | --------------------------------- |
| 1998 | Sugar               | Nathan Cox                        |
| 1998 | War?                | Nathan Cox                        |
| 1999 | Spiders             | Charlie Deaux                     |
| 2001 | Chop Suey!          | Marcos Siega                      |
| 2002 | Toxicity            | Shavo Odadjian, Marcos Siega      |
| 2002 | Aerials             | Shavo Odadjian, David Slade       |
| 2003 | Boom!               | Michael Moore                     |
| 2005 | B.Y.O.B.            | Jake Nava                         |
| 2005 | Question!           | Howard Greenhalgh, Shavo Odadjian |
| 2005 | Hypnotize           | Shavo Odadjian                    |
| 2006 | Lonely Day          | Xander Charity, Josh Melnick      |
| 2020 | Protect the Land    | Shavo Odadjian, Ara Soudjian      |
| 2021 | Genocidal Humanoidz | Adam Mason, Shavo Odadjian        |

## Boxsets
| Jahr | Titel Musiklabel                            | Anmerkungen                                            |
| ---- | ------------------------------------------- | ------------------------------------------------------ |
| 2011 | System of a Down American Recordings (Sony) | Erstveröffentlichung: 10. Juni 2011 Verkäufe: + 40.000 |

## Promoveröffentlichungen
| Jahr | Titel Album                       | Anmerkungen                                                |
| ---- | --------------------------------- | ---------------------------------------------------------- |
| 1999 | Spiders System of a Down          | Erstveröffentlichung: Februar 1999                         |
| 2001 | Prison Song Toxicity              | Erstveröffentlichung: 2001                                 |
| 2001 | Johnny Toxicity (Special Edition) | Erstveröffentlichung: 2001                                 |
| 2002 | Innervision Steal This Album!     | Erstveröffentlichung: 30. Oktober 2002                     |
| 2002 | Boom! Steal This Album!           | Erstveröffentlichung: 2002                                 |
| 2005 | Cigaro Mezmerize                  | Erstveröffentlichung: Januar 2005                          |
| 2005 | Violent Pornography Mezmerize     | Erstveröffentlichung: 2005 · Verkäufe: + 500.000; US: Gold |
| 2006 | Kill Rock ’n Roll Hypnotize       | Erstveröffentlichung: 2006                                 |

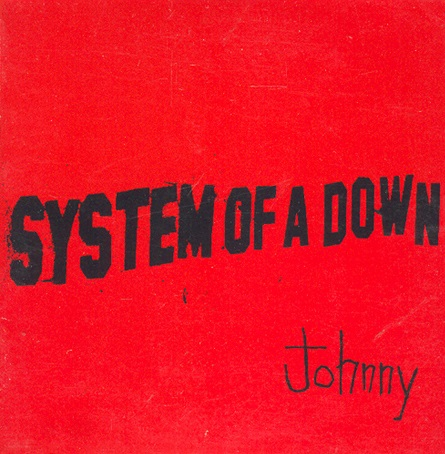
Frontcover zu Johnny.

## Sonderveröffentlichungen

### Alben
| Jahr | Titel Musiklabel          | Anmerkungen                |
| ---- | ------------------------- | -------------------------- |
| 1995 | Demo Tape #1 Selbstverlag | Erstveröffentlichung: 1995 |
| 1995 | Demo Tape #2 Selbstverlag | Erstveröffentlichung: 1995 |
| 1996 | Demo Tape #3 Selbstverlag | Erstveröffentlichung: 1996 |
| 1997 | Demo Tape #4 Selbstverlag | Erstveröffentlichung: 1997 |
| 1998 | Demo Tape #5 Selbstverlag | Erstveröffentlichung: 1998 |

| Jahr | Titel Musiklabel                                                 | Anmerkungen                                              |
| ---- | ---------------------------------------------------------------- | -------------------------------------------------------- |
| 2008 | System of a Down + Steal This Album! Columbia Records (Sony BMG) | Erstveröffentlichung: 14. April 2008 Teil der „x2“-Reihe |

### Lieder
| Jahr | Titel Album                                                                                           | Anmerkungen                                                             |
| ---- | --- | ----------------------------------------------------------------------- |
| 1998 | Will They Die 4 You South Park – Chef Aid                                                             | Erstveröffentlichung: 8. Dezember 1998 mit Lil’ Kim, Mase & Puffy Daddy |
| 2000 | Snowblind Nativity in Black II: A Tribute to Black Sabbath                                            | Erstveröffentlichung: 6. Juni 2000 Original: Black Sabbath              |
| 2000 | Shame Loud Rocks                                                                                      | Erstveröffentlichung: 5. September 2000 mit Wu-Tang Clan                |
| 2002 | Bounce (Live at Pledge of Allegiance Tour 2001) Pledge of Allegiance Tour: Live Concert Recording     | Erstveröffentlichung: 26. März 2002                                     |
| 2002 | Chop Suey! (Live at Pledge of Allegiance Tour 2001) Pledge of Allegiance Tour: Live Concert Recording | Erstveröffentlichung: 26. März 2002                                     |
| 2002 | Toxicity (Live at Pledge of Allegiance Tour 2001) Pledge of Allegiance Tour: Live Concert Recording   | Erstveröffentlichung: 26. März 2002                                     |
| 2002 | Needles (Live at Ozzfest 2002) Ozzfest 2002                                                           | Erstveröffentlichung: 27. August 2002                                   |

| Jahr | Titel Soundtrack                         | Anmerkungen                             |
| ---- | ---------------------------------------- | --------------------------------------- |
| 1998 | Marmalade Dee Snider’s Strangeland       | Erstveröffentlichung: 5. September 1998 |
| 2000 | Spiders Scream 3                         | Erstveröffentlichung: 25. Januar 2000   |
| 2000 | Storaged Heavy Metal: F.A.K.K.²          | Erstveröffentlichung: 18. April 2000    |
| 2000 | Mind Blair Witch 2                       | Erstveröffentlichung: 17. Oktober 2000  |
| 2000 | The Metro Wes Craven präsentiert Dracula | Erstveröffentlichung: 5. Dezember 2000  |
| 2001 | The Metro Nicht noch ein Teenie-Film!    | Erstveröffentlichung: 4. Dezember 2001  |
| 2002 | Streamline The Scorpion King             | Erstveröffentlichung: 26. März 2002     |
| 2002 | Snowblind The Osbournes                  | Erstveröffentlichung: 12. Juni 2002     |

### Videoalben
| Jahr | Titel Musiklabel                                                      | Anmerkungen                                                                         |
| ---- | --------------------------------------------------------------------- | ----------------------------------------------------------------------------------- |
| 2002 | Toxicity – DVD American Recordings (Sony BMG)                         | Erstveröffentlichung: 23. April 2002 Bonus-DVD; Teil von Toxicity (Limited Edition) |
| 2005 | Recording of "Mezmerize" / "Hypnotize" American Recordings (Sony BMG) | Erstveröffentlichung: 18. November 2005 Bonus-DVD; Teil von Hypnotize (EU Digipak)  |
| 2005 | Hypnotize – Audio Content American Recordings (Sony BMG)              | Erstveröffentlichung: 22. November 2005 Bonus-DVD; Teil von Hypnotize (US Digipak)  |

## Statistik

### Chartauswertung
|                     | DE    | AT    | CH    | UK    | US    |
| ------------------- | ----- | ----- | ----- | ----- | ----- |
| Nummer-eins-Alben   | DE1DE | AT1AT | CH1CH | UK—UK | US3US |
| Top-10-Alben        | DE2DE | AT2AT | CH2CH | UK1UK | US3US |
| Alben in den Charts | DE4DE | AT4AT | CH4CH | UK4UK | US5US |

|                       | DE    | AT    | CH    | UK    | US    |
| --------------------- | ----- | ----- | ----- | ----- | ----- |
| Nummer-eins-Singles   | DE—DE | AT—AT | CH—CH | UK—UK | US—US |
| Top-10-Singles        | DE—DE | AT—AT | CH—CH | UK—UK | US—US |
| Singles in den Charts | DE4DE | AT1AT | CH2CH | UK5UK | US5US |

### Auszeichnungen für Musikverkäufe
| Goldene Schallplatte - Argentinien - 2001: für das Album Toxicity - 2006: für das Album Mezmerize - Australien - 2002: für das Album Steal This Album! - 2002: für die Single Chop Suey! - 2005: für das Album Hypnotize - Belgien - 2003: für das Album Toxicity - 2007: für das Album Mezmerize - Brasilien - 2003: für das Album Toxicity - 2005: für das Album Mezmerize - Dänemark - 2020: für die Single Toxicity - Finnland - 2006: für das Album Steal This Album! - Frankreich - 2006: für das Album Mezmerize - Griechenland - 2006: für das Album Mezmerize - Italien - 2017: für das Album Mezmerize - 2018: für die Single B.Y.O.B. - 2019: für die Single Lonely Day - 2019: für das Album System of a Down - 2021: für das Album Hypnotize - 2023: für das Album Steal This Album! - 2024: für die Single Aerials - Kanada - 2002: für das Album System of a Down - Mexiko - 2002: für das Album Toxicity - Neuseeland - 2025: für das Album System of a Down - Niederlande - 2002: für das Album Toxicity - Portugal - 2025: für das Album Toxicity - Russland - 2005: für das Album Hypnotize - Spanien - 2024: für die Single B.Y.O.B. - 2024: für die Single Lonely Day - 2024: für die Single Aerials | Platin-Schallplatte - Australien - 2005: für das Album Mezmerize - Brasilien - 2012: für das Album System of a Down (Boxset) - Dänemark - 2017: für das Album Mezmerize - 2025: für die Single Chop Suey! - 2025: für das Album Hypnotize - Europa - 2004: für das Album Toxicity - Finnland - 2007: für das Album Mezmerize - 2007: für das Album Hypnotize - Irland - 2005: für das Album Mezmerize - 2005: für das Album Hypnotize - Italien - 2017: für die Single Toxicity - 2018: für die Single Chop Suey! - Neuseeland - 2003: für das Album Steal This Album! - 2005: für das Album Hypnotize - 2021: für die Single B.Y.O.B. - 2022: für die Single Aerials - 2023: für die Single Lonely Day - Polen - 2022: für das Album Toxicity - 2024: für das Album Hypnotize - Spanien - 2024: für die Single Chop Suey! - 2024: für die Single Toxicity | 2× Platin-Schallplatte - Italien - 2025: für das Album Toxicity - Kanada - 2002: für das Album Toxicity - Neuseeland - 2005: für das Album Mezmerize - 2023: für die Single Toxicity 3× Platin-Schallplatte - Dänemark - 2024: für das Album Toxicity - Kanada - 2007: für das Album Mezmerize - Neuseeland - 2002: für das Album Toxicity - Portugal - 2024: für die Single Toxicity 4× Platin-Schallplatte - Neuseeland - 2024: für die Single Chop Suey! - Portugal - 2025: für die Single Chop Suey! 5× Platin-Schallplatte - Australien - 2020: für das Album Toxicity |

Anmerkung: Auszeichnungen in Ländern aus den Charttabellen bzw. Chartboxen sind in ebendiesen zu finden.
| Land/RegionAuszeichnungen für Musikverkäufe (Land/Region, Auszeichnungen, Verkäufe, Quellen) | Silber     | Gold       | Platin       | Verkäufe    | Quellen |
| -------------------------------------------------------------------------------------------- | ---------- | ---------- | ------------ | ----------- | --- |
| Argentinien (CAPIF)                                                                          | —          | 2× Gold2   | —            | 60.000      | capif.org.ar (Memento vom 27. September 2007 im Internet Archive) capif.org.ar (Memento vom 20. August 2011 im Internet Archive) |
| Australien (ARIA)                                                                            | —          | 3× Gold3   | 6× Platin6   | 525.000     | aria.com.au |
| Belgien (BRMA)                                                                               | —          | 2× Gold2   | —            | 60.000      | ultratop.be |
| Brasilien (PMB)                                                                              | —          | 2× Gold2   | Platin1      | 140.000     | pro-musicabr.org.br |
| Dänemark (IFPI)                                                                              | —          | Gold1      | 6× Platin6   | 235.000     | ifpi.dk |
| Deutschland (BVMI)                                                                           | —          | 5× Gold5   | 3× Platin3   | 1.800.000   | musikindustrie.de |
| Europa (IFPI)                                                                                | —          | —          | Platin1      | (1.000.000) | ifpi.org (Memento vom 1. Januar 2014 im Internet Archive)                                                                        |
| Finnland (IFPI)                                                                              | —          | Gold1      | 2× Platin2   | 80.944      | ifpi.fi |
| Frankreich (SNEP)                                                                            | —          | Gold1      | —            | 100.000     | snepmusique.com |
| Griechenland (IFPI)                                                                          | —          | Gold1      | —            | 10.000      | Einzelnachweise |
| Irland (IRMA)                                                                                | —          | —          | 2× Platin2   | 30.000      | irishcharts.ie |
| Italien (FIMI)                                                                               | —          | 7× Gold7   | 4× Platin4   | 400.000     | fimi.it |
| Kanada (MC)                                                                                  | —          | Gold1      | 5× Platin5   | 550.000     | musiccanada.com |
| Mexiko (AMPROFON)                                                                            | —          | Gold1      | —            | 75.000      | amprofon.com.mx |
| Neuseeland (RMNZ)                                                                            | —          | Gold1      | 16× Platin16 | 382.500     | aotearoamusiccharts.co.nz NZ2 NZ3                                                                                                |
| Niederlande (NVPI)                                                                           | —          | Gold1      | —            | 40.000      | nvpi.nl |
| Österreich (IFPI)                                                                            | —          | 3× Gold3   | —            | 50.000      | ifpi.at |
| Polen (ZPAV)                                                                                 | —          | —          | 2× Platin2   | 40.000      | olis.pl |
| Portugal (AFP)                                                                               | —          | Gold1      | 7× Platin7   | 73.500      | Einzelnachweise |
| Russland (NFPF)                                                                              | —          | Gold1      | —            | 10.000      | 2m-online.ru |
| Schweiz (IFPI)                                                                               | —          | 3× Gold3   | —            | 60.000      | hitparade.ch |
| Spanien (Promusicae)                                                                         | —          | 3× Gold3   | 2× Platin2   | 210.000     | elportaldemusica.es |
| Vereinigte Staaten (RIAA)                                                                    | —          | 3× Gold3   | 29× Platin29 | 30.500.000  | riaa.com |
| Vereinigtes Königreich (BPI)                                                                 | 2× Silber2 | 6× Gold6   | 6× Platin6   | 4.300.000   | bpi.co.uk |
| Insgesamt                                                                                    | 2× Silber2 | 49× Gold49 | 92× Platin92 |             | |